# Nusch Éluard
Nusch Éluard, amb nom de naixement Marie Benz o Maria Benz (Mulhouse, Alsàcia, llavors part de l'Imperi alemany, 21 de juny de 1906 - París, 28 de novembre de 1946) va ser una artista francesa, nascuda alemanya, d'espectacles de varietats, model i musa del grup d'artistes del surrealisme com Man Ray, Pablo Picasso, Joan Miró, Valentine Hugo o Daura Maar. Segons persones pròximes, en origen, és la inspiradora i destinatària de Llibertat, un dels poemes més famosos del segle XX escrit pel seu marit, Paul Éluard. Després de la ruptura del pacte germano-soviètic el 1941, va col·laborar amb la Resistència Francesa durant l'ocupació nazi de França a la Segona Guerra Mundial.

## Trajectòria
Marie Benz va néixer a Mulhouse, llavors ciutat principal del districte Reichsland d'Alsàcia-Lorena dins del Segon Reich, filla de Marie Joséphine Juchert i Auguste Benz, propietari d'una carpa teatral ambulant amb la qual recorrien la zona de Sundgau i fins i tot més enllà de la frontera suïssa. Tota la seva vida va conservar un fort accent originari de la regió de l'Alt Rhin.
Coneguda com Nusch, hi ha dues teories sobre aquest sobrenom. Una diu que el seu pare afectuosament la cridava Nusch (Nouche), és a dir, nou, en el sentit que era un os dur de rosegar i es podia un trencar les dents amb ella. L'altra afirma que era la manera en què Max Bill, l'arquitecte suís de la Bauhaus amb el qual anava a casar-se abans de conèixer Paul, es dirigia a ella en homenatge a l'òpera de Paul Hindemith Das Nusch-Nuschi, estrenada en 1921.
Durant la infància va esclatar la Primera Guerra Mundial i la família va travessar dificultats econòmiques. Recordava que amb tretze anys, havia fet cua a la porta d'una caserna per aconseguir un plat de sopa calenta. Ja amb 10 anys, el pare l'havia tret de l'escola perquè treballés al teatre ambulant. Li va ensenyar acrobàcies i tot tipus de números escènics i va idear per a ella un de contorsionisme i acrobàcia que es va convertir en la principal atracció i en la primera font d'ingressos del petit teatre familiar.
El 1920, Augustus Benz, que havia adquirit la nacionalitat francesa després de la guerra, pel Decret de 14 de desembre de 1919, va encoratjar la seva filla de 14 anys a acceptar la proposta d'un teatre de la capital alemanya. Al Berlín il·legal i avantguardista d'Anita Berber, només va aconseguir interpretar petits papers, com el d'una obra de August Strindberg, que va ser un fracàs. Per sobreviure, va haver de posar com a model de postals eròtiques i, ocasionalment, es va haver de prostituir. Finalment, va tornar a Mulhouse.
Quan va aconseguir la majoria d'edat el 1928, es va anar a París. Els Feliços anys vint havien acabat i no era fàcil sobreviure, però va anar aconseguint petites feines amb més o menys èxit en el món de l'espectacle. Una foto la mostra en una obra del suec August Strindberg, interpretant una dona vella a la revista Sie und Er (Ella i ell). A principis de 1929, va adoptar el nom artístic de Maca Benaro i va trobar un paper estable com a assistent d'un hipnotitzador en un espectacle del teatre Grand-Guignol, d'André de Lorde, especialitzat en números de terror. També va participar un espectacle de catalèpsia a l'estil de Charcot i va aconseguir cert èxit com a medium. Era una època en la qual als actors no els pagava el teatre, sinó que, com als artistes de carrer, els pagava el públic o bé obtenien diners de les trobades que seguien a l'espectacle. Per pagar la seva petita habitació d'hotel prop de l'Estació de Saint-Lazare, els dies que no hi havia funció, solia abillar-se amb roba i accessoris del teatre per recórrer les voreres dels bulevards de París oferint serveis de cartomància o quiromància.
El 21 de maig de 1930, Éluard passejava prop de les Galeries Lafayette quan se li van acostar René Char i Paul Éluard, que acostumaven a sortir junts amb l'esperança de tenir una trobada amb una dona com el que relata André Breton a la novel·la Nadja. S'hi van poder acostar quan anava a refugiar-se al metro. Els va explicar que era figurant del teatre Grand-Gignol, però en aquest moment estava sense ocupació, així que va acceptar el refrigeri que li van oferir en un cafè situat a la cantonada de Chaussée d'Antin i el Boulevard Haussmann. Al cap de pocs dies, l'actriu es va mudar a l'apartament que Paul havia compartit amb Gala, la seva primera esposa, al carrer Becquerel 7, de Montmartre. La seva arribada va canviar la vida del poeta, que va començar al costat d'ella una època d'equilibri, serenitat i estabilitat. També, encara que sense ser-ne conscient, va influir en la seva evolució política d'una forma decisiva perquè ella, a diferència de l'escriptor, sí que havia crescut en una zona obrera i coneixia la seva problemàtica. Solia parlar amb emoció dels miners del Sarre. Van mantenir una relació oberta sustentada en la consideració que la parella convencional castrava la creativitat.
Va entrar en el cercle del surrealisme i des del primer moment es va convertir en la musa inspiradora, no sols de Paul, sinó de tots els membres, per als quals va esdevenir una figura fonamental. El seu objectiu vital es va orientar a proporcionar benestar a l'escriptor i també al grup. Es va integrar en la seva forma de vida, basada a mantenir relacions estretes, prestar-se ajuda, mostrar-se afecte o compartir vacances sempre buscant incentivar la creació artística. Abans de la Segona Guerra Mundial, van ser freqüents les visites a cases dels seus amics, tant a França com a l'estranger. Amb ells va gaudir d'estades a Mougins, Cadaqués, Carcassona, Cornualla o Antíbol. També es va veure obligada en nombroses ocasions a fer retirs en el camp o en sanatoris com el de Davos, a causa dels seus problemes de salut o els de la seva parella.
Fins després de la guerra van tenir algunes dificultats econòmiques que van anar solucionant venent obres d'art o el patrimoni de Paul, també amb les aportacions de la seva mare o de Valentine Hugo, una bona amiga de la parella i amb els ingressos dels seus propis treballs com a model. Va conèixer Salvador Dalí i Gala durant l'estiu de 1930 a Cadaqués, on va viatjar amb Paul i René Char a la tornada del qual Gal·la va demanar el divorci, per la qual cosa la parella es va haver de mudar a un estudi en el número 42 del carrer Fontaine, el mateix edifici en el qual vivia el seu amic, el poeta André Breton.
El 1931, Paul va proposar a Man Ray que la retratés. El resultat del les sessions en les quals Éluard va posar en el taller del fotògraf van ser publicat en importants revistes com Harper’s Bazaar per anunciar joies. Al juliol d'aquest mateix any va viatjar amb cotxe a la Bretanya en companyia de Paul, Breton i Valentine Hugo, amb la qual sempre va mantenir una profunda amistat i a la qual també va inspirar algunes obres, però el clima humit va perjudicar la salut de Paul i la parella es va veure obligada a tornar a París abans del que tenir previst, mentre que Hugo i Breton van continuar el viatge. No obstant això, quan aquests van tornar a París, de nou van emprendre un viatge els quatre, aquesta 
vegada a la Provença. D'aquesta època es conserven exemplars del joc del cadàver exquisit.
El 21 d'agost de 1934, després de gairebé quatre anys de convivència, la model es va casar amb Eugène Grindel, àlies Paul Éluard, als jutjats del Districte XVII de París. Els testimonis van ser André Breton, per part de Paul, i René Char, per part d'ella. El seu pare, que vivia a Estrasburg en aquell moment, no hi va poder assistir i la mare ja havia mort. Jeanne Grindel els va regalar un viatge a Brussel·les, que van tancar amb una estada en Mulhouse per a visitar la seva àvia.
El final de l'hivern de 1934 el va passar a Niça, prop de Tristan Tzara i Greta Knutson on va viatjar acompanyant la seva parella que necessitava repòs. Se'ls van unir Char i la seva esposa, Georgette Goldtein. La seva situació econòmica era tan dolenta que es van veure obligats a vendre una obra d'art per pagar l'habitació d'hotel. Durant l'estada, Knutson va fer un retrat de la model. Les distraccions durant aquells dies van consistir en animades xerrades, passejos i el joc del cadàver exquisit, del qual es conserven alguns exemplars en els quals va participar Éluard.
Pablo Picasso, gran amic de Paul des que el va conèixer, va convidar la parella en diverses ocasions a la seva casa del carrer Grands-Augustins i va passar vacances amb ells a l'hotel Vaste Horizon de Mougins en companyia també de Lee Miller, Man Ray, Adrienne Fidelin i Roland Penrose. Éluard va fascinar Picasso, que la va immortalitzar en diversos retrats durant aquelles trobades.
A l'estiu de 1936, va viatjar a Cornualla, on va passar uns dies al costat del seu marit i alguns amics a casa de l'escriptor surrealista anglès Roland Penrose. Va ser l'any següent, arran d'acudir a la consulta del psicoanalista Jacques Lacan per patir insomni, quan va començar la seva producció artística de collages.
En esclatar la Segona Guerra Mundial el 1939, Paul Éluard, de quaranta anys, va ser mobilitzat a un lloc administratiu. Va tenir dues destinacions i ella sempre s'hi va mantenir a prop. Tant aMignières al Loiret, com l'escàs temps que va passar a Saint-Sulpice-la-Pointe al Tarn, Éluard va aconseguir llogar una habitació i proporcionar a l'escriptor una llar cada nit perquè no hagués de quedar-se a la caserna. Paul va ser desmobilitzat el 19 de juliol de 1940 per problemes de salut i la parella va ser a Carcassona per veure al seu amic Joë Bousquet. Quan van tornar a París, van trobar un petit apartament al número 35 del carrer Chapelle, ara carrer Marx Dormoy. La salut de la model va empitjorar i l'any següent, al juliol de 1941, va ser hospitalitzada i va passar la convalescència aAmbrières i, després, a Melleray com a convidada de Marcel Fautrad, amic de Cécile Éluard, la filla de Paul i del seu marit Luc Decaunes.
Durant l'ocupació de França, va continuar col·laborant en el procés creatiu de Paul, que va tenir una etapa molt prolífica. Per primera vegada els seus poemes es venien bé i van guanyar diners amb ells, però era època d'escassetat i no s'aconseguien gaires coses per viure amb comoditat. Al mateix temps, Paul va sol·licitar la seva readmissió en el Partit Comunista Francès. Éluard va col·laborar en totes les seves accions i va ser ella la que va exposar el seu cos al carrer més d'una vegada per portar materials de la resistència. Entre el 15 de gener i el 15 de març de 1942, van passar uns dies en Vézelay allotjats a la residència del seu editor, Christian Zervos i la seva esposa i a l'Hôtel du Cheval Blanc. La seva militància va arribar a posar-los en perill i des de novembre de 1943 fins a febrer de 1944 es van refugiar a l'Hospital psiquiàtric Saint-Alban-sud-Limagnole, a Lozere, gràcies a un diagnòstic de "lleuger nerviosisme" que va signar el doctor Bonaffé per a salvar-los dels nazis. Després de la guerra, Éluard es va dedicar a viatjar amb Paul, que va rebre moltes sol·licituds per impartir conferències per Europa. El 23 de setembre de 1946, va tenir l'oportunitat d'assistir al primer Festival de Cannes.
Al novembre de 1946, Paul va anar només a Ginebra per fer-se una revisió mèdica i trobar un espai de tranquil·litat per escriure. Ella es va quedar a París cuidant la sogra ja gran, malalta i arruïnada a conseqüència de la guerra. Va assistir amb Valentine Hugo a l'espectacle Romeo i Jeannette, de Jean Anouilh al Teatre Atelier, on Hugo li va presentar el príncep Yusupov. Éluard va quedar molt impressionada d'haver tocat la mà “del qual havia matatRasputín”. Va morir al cap de pocs dies, sobtadament, d'un vessament cerebral el 28 de novembre de 1946, a casa de la seva sogra, Jeanne Grindel, en presència de Cécile, la filla de Paul. Va ser enterrada el 2 de desembre al cementiri de Père-Lachaise (84.ª Divisió).
Presència en l'obra de Paul Éluard
Companya del poeta Paul Éluard durant 15 anys, va inspirar gran part de la seva producció poètica. Va deixar marca en La vida immediata (1932), que conté els primers cinquanta-quatre poemes inspirats per ella l'any en què es van conèixer. També ho va fer en el seu següent llibre, La rosa pública (1934), un himne a la bellesa femenina, que va suposar per a Paul el tancament de l'etapa de la seva vida en comú amb Gala. Fàcil, de 1935, conté dotze imatges d'ella nua solaritzades per Man Ray, que va complementar amb dotze poemes. El següent volum, Els ulls fèrtils de 1936, va ser editat per G. L. M. i es va publicar amb un retrat i quatre il·lustracions de Pablo Picasso, a més d'incloure el poema Intimis.
El poema més famós de Paul Éluard, Llibertat, data de 1942, però, sembla que originalment havia nascut com un poema d'amor cap a ella, que anys després l'autor va transformar en combatiu. Es comenta que, al febrer de 1942, la model va ocultar la quartilla amb el poema manuscrit en una caixa de bombons per portar-la a una impremta de la Resistència francesa. Temps després, avions de la Real Força Aèria Britànica van llançar milers de còpies del Liberté sobre la França ocupada pels nazis i el poema es va convertir en una icona.
Un any va haver de passar des de la mort de la seva esposa perquè l'autor tragués el poemari de comiat El temps s'acaba, il·lustrat amb onze fotografies de la model en blanc i negre preses per Man Ray i Dora Maar. El va publicar, el 1947, amb el pseudònim Didier Desroches en els Cahiers d'art de Christian Zervos. En ell va deixar escrit:
Vingt-huit novembre mil neuf cent quarante six
Nous ne vieillirons pas ensemble
Voici le jour
En trop : Le temps déborde.
Un any va haver de passar des de la mort de la seva esposa perquè l'autor tragués el poemari de comiat El temps s'acaba, il·lustrat amb onze fotografies de la model en blanc i negre preses per Man Ray i Dora Maar. El va publicar, el 1947, amb el pseudònim Didier Desroches en els Cahiers d'art de Christian Zervos. En ell va deixar escrit:
La tirada de Cos memorable (1947) va ser de 26 exemplars i recull una col·lecció de poemes de Paul a la seva esposa, il·lustrats per Valentine Hugo, que va publicar per primera vegada Pierre Seghers sota el pseudònim de Brun, el 1947 en una col·lecció de poesia. Es va reeditar el 1948 i el 1957, aquesta última edició va ser il·lustrada amb fotografies de Lucien Clergue i una coberta de Pablo Picasso, i hi va afegir a més d'un poema de Jean Cocteau.
Musa del surrealisme
Adoptada pels surrealistes com una de les seves inspiradores o musa, és la figura femenina que encarna la regeneració per mitjà del desig i la llibertat. És també un dels elements de l'imaginari poètic d'André Breton i els seus amics, el d'una maga i vident al límit entre el món real i l'imaginari. Malgrat no correspondre als cànons de la bellesa femenina, tots van voler pintar-la: Pablo Picasso, René Magritte, Salvador Dalí, Roland Penrose, Henri Matisse, Greta Knutson, Valentine Hugo i Joan Miró. Es va prestar en cos i ànima a postures estudiades per a la recerca fotogràfica de Man Ray, Lee Miller o Daura Maar. Va posar per a escultors com Apel·les Fenosa i també va inspirar artistes com René Char i Tristan Tzara.

## Obra
La principal obra artística que Éluard va deixar per a la posteritat va ser la seva pròpia existència, la seva influència inspiradora en Paul Éluard i la resta de figures del surrealisme, amb les quals va compartir la seva vida. A més d'aquest paper, es compta en l'actualitat amb les següents obres.

#### Cadàvers exquisits
Arran de les vacances de 1931 que va passar en companyia de Paul, Breton i Valentine Hugo, el joc dels Cadàvers exquisits es va convertir en un dels entreteniments favorits de les dues parelles, del qual es conserven diversos dibuixos signats pels quatre. Igualment es conserven Cadàvers exquisits en col·laboració amb Tristan Tzara i la seva esposa, la pintora Greta Knutson de la seva estada a Niça el 1934.

#### Col·lages
El 1935 o 1936, Éluard sofria insomni i després de consultar amb les seves persones de confiança i provar els consells rebuts, va decidir visitar un psiquiatre i sembla que va acudir a la consulta de Jacques Lacan, que li va proposar escriure en un diari o tenir un quadern en per a relaxar la seva ment dibuixant el que li passava pel cap, de manera que li resultés agradable. Però ella va rebutjar la idea, dient que no tenia cap talent artístic. Però temps després, va començar a retallar fotografies de revistes i reconstruir-les en col·lages. Va fer servir postals com a base sobre les quals afegia elements de la seva pròpia elecció. Mostraven nus en escenaris determinats i sovint s'organitzaven per explicar una història. Sembla que en menys d'una setmana va recuperar el somni i va deixar de fer aquestes composicions que, no obstant això, van servir per demostrar que tenia una ment creativa.
En la dècada de 1970, l'escriptor, editor i marxant d'art especialitzat en dadaisme i surrealisme Timothy Baum va comprar dos o tres d'aquests col·lages en una subhasta i va descobrir, en una de les cantonades inferiors, la signatura "Nusch". A l'Album Éluard, publicat per la Bibliotheque de la Pléiade (Gallimard) amb motiu de la sortida a la venda de les obres completes de Paul Éluard, va descobrir una altra obra que es presentava com a "Collage de Paul Éluard" i que també tenia la mateixa signatura. Així que va tractar de trobar i catalogar el major nombre possible dels collages que ell ja va atribuir a la model i va trobar cinc obres més d'aquest tipus. Fins i tot una, titulada Bois des Iles, havia estat inclosa en la sèrie de postals surrealistes de Georges Hugnet, La Carte Surrealiste, publicada el 1937.
Després d'exhaurir totes les fonts possibles, Baum va decidir deixar de buscar i va publicar els seus descobriments en un petit volum titulat Collages Dreams, per Nousch Éluard, el 1978, a l'editorial novaiorquesa en la qual participa, Nedada Éditions. Segons les seves paraules, posteriorment va descobrir un altre col·lage que es troba en una col·lecció privada a Londres. També va afirmar que la història de la lluita de la model contra l'insomni i la subsegüent visita al psiquiatre, la hi havia explicat Man Ray a principis dels 1970.

## Reconeixements
El 2021, l'Ajuntament de París va decidir el canvi de nom del Jardin de l'impasse de la Chapelle, al Districte XVIII, pel de Jardin Nusch Éluard.